# 血と労苦と涙と汗
"血と苦労と涙と汗" は、ウィンストン・チャーチルによる1940年5月13日の庶民院での演説により有名になったフレーズである。 

## 背景
このフレーズが使われたのは、1940年5月13日の演説でのことであった。チャーチルは、直前の金曜日に国王の承認を受けたばかりで、イギリスの首相に就任して最初の演説であった。 イギリスにとって第二次世界大戦の最初の年でもあった。
この時のチャーチルは、前任のネヴィル・チェンバレンに代わって5月10日に首相になったばかりで、このフレーズを含む演説により庶民院に自身の立場を示す意味があった。

## レガシー
2013年4月26日、イングランド銀行は新たに発行する5ポンド紙幣にチャーチルの肖像と、その下にこのフレーズをデザインすると発表した。この新紙幣は2016年の9月に発行される。